# Panorays
Panorays（パノレイズ）は、SaaS ベースのサードパーティ情報セキュリティリスクを評価するプラットフォーム。 2016年にイスラエルで設立され、アメリカ合衆国ニューヨーク市に本社を置いている。

## 沿革
マタン・オルエルとメイール・アンタルは、デミ・ベンアリとともに、2016年に、自動でサードパーティの情報セキュリティリスクを管理するプラットフォームとして、Panoraysを開発した。 2018年6月、Panoraysは、Aleph venture capitalが主導する、500万ドルの資金調達を受けた。  2019年12月、PanoraysはOak HC/FTと元Palo Alto Networks最高経営責任者のレーン・ベスが主導するシリーズAラウンドで1500万ドルを調達。 日本では2018年からSOMPOリスクマネジメント社が取り扱っている。

## 機能
Panoraysプラットフォームは、内部評価(アンケート)の自動化、外部評価(公開IT資産の脆弱性評価)、取引関係の性質と重要度の把握という、リスクアセスメントの3つの側面からのアプローチを通じて、サードパーティの情報セキュリティリスクを可視化し制御する。 このプラットフォームは、欧州連合の一般データ保護規則 (GDPR) 、カリフォルニア州消費者プライバシー法 (CCPA) 、ニューヨーク州金融サービス局 (NYDFS) など、複数の規制に対するベンダーのコンプライアンスを確認し、SIG質問票(情報セキュリテイやプライバシーなどに関するさまざまな質問事項を収集した標準の質問票)やCAIQ質問票(クラウドサービスプロバイダーのセキュリティ機能を評価する質問票)を自動化する。加えて、サードパーティの情報セキュリティリスクを継続的に監視、評価し、ベンダーが既定のセキュリティポリシー、規制、リスク志向に沿っていることを確認する支援をする。  

## 受賞歴
- Most Innovative Third-Party Risk Management (TPRM) Solution-InfoSec Award (2020)[9]
- Startup of the Year-ISPG Global Excellence Awards (2019) [10]
- Interop Tokyo Best of Show Award Finalist (2019)[11]
- Startup of the Year-Golden Bridge Awards (2018) [10]